# 歩兵第420連隊
歩兵第420連隊（ほへいだい420れんたい、歩兵第四百二十聯隊）は、大日本帝国陸軍の連隊の一つ。

## 沿革
太平洋戦争末期の1945年（昭和20年）4月1日に第一次兵備により、本土決戦に備え新設された第145師団の歩兵連隊の一つとして広島で編制された。兵力補充は広島師管区・中国軍管区の歩兵第1補充隊が担任した。5月5日に軍旗を拝受。連隊主力は師団予備隊として赤間、浦谷、宗像市吉留、冨士原に駐屯し、敵来襲の際には芦屋方面の中地区隊及び福津方面の左地区隊への増援部隊として準備していた。また、戦況によれば宮若市福丸及び遠賀川河谷での対空戦闘に任ずる予定であった。さらに第1大隊、連隊砲1小隊、下関重砲兵連隊1小隊からなる大島守備隊が編制され、隊長には坂上大隊長が就いた。同守備隊は大島の防衛及び敵による基地利用の妨害を企図し、情報収集や師団主力の海上攻勢の拠点としての役割も担った。
終戦時は福岡県中間に位置し、9月24日に復員が完結した。

## 歴代連隊長
| 代 | 氏名   | 在任期間    | 備考               |
| -- | ------ | ----------- | ------------------ |
| 1  | 小川逸 | 1945.4.23 - | 陸軍中佐、陸士32期 |